# Llengua huiliche
El Huilliche (també escrit Williche, Huiliche o Veliche) és una branca moribunda de família de les llengües araucanes. El 1982 el parlaven aproximadament 2,000 persones de l'ètnia Huilliche a Xile, però ara és només usat per uns quants parlants ancians. És parlat a les regions Los Lagos i Los Ríos; i en alguns llocs entre la ciutat de Valdivia i l'Arxipèlag de Chiloé.
Existeixen com a mínim dues varietats, anomenades Huillichesungun i Tsesungun. La primera es parla a Wequetrumao, a l'illa de Chiloé; i la segona, a Choroy Traiguen, a la costa de la província d'Osorno. Té una relació propera amb el Mapudungun, la llengua del poble Mapuche, encara que caldria més recerca per determinar el grau d'intel·ligibilitat mútua entre els dos.
El sacerdot jesuïta Luis de Valdivia va dir el 1606 que hi hi havia una unitat lingüística al territori entre Coquimbo i Chiloé, de l'Oceà Pacífic als Andes, i que hi havia varietats amb diferències majoritàriament de pronunciació i vocabulari. Alguns investigadors entre els segles xix i xx donaven suport a aquesta anàlisi, per exemple, Félix de Augusta o Rodolfo Lenz.